# 戸隠高原横倉ユースホステル
戸隠高原横倉ユースホステル（とがくしこうげんよこくらユースホステル）は日本ユースホステル協会に加盟している長野県のユースホステル。

## 設備
- 駐車場あり
- 駐輪場あり
- 荷物預かりあり
- 周辺にスキー場あり
- 周辺に温泉あり

## アクセス
- 北陸新幹線長野駅からバスで戸隠行1時間、戸隠中社宮前下車 徒歩2分 バードライン経由 または黒姫駅からバスで50分戸隠中社宮前下車